# 党的新闻舆论工作座谈会
党的新闻舆论工作座谈会是中国共产党中央委员会总书记习近平于2016年2月19日召开的中国共产党新闻舆论工作会议。

## 过程
2月19日上午，中共中央总书记、国家主席、中央军委主席习近平来到人民日报社、新华社、中国中央电视台调研。
同日下午，习近平在人民大会堂正式召开并主持“党的新闻舆论工作座谈会”，参加者包括人民日报社社长杨振武、新华社社长蔡名照、中央电视台台长聂辰席和编辑代表范正伟、记者代表李柯勇、主持人代表康辉等。习近平在会上做出讲话，强调“必须把政治方向摆在第一位，牢牢坚持党性原则，牢牢坚持马克思主义新闻观，牢牢坚持正确舆论导向，牢牢坚持正面宣传为主。”“党和政府主办的媒体是党和政府的宣传阵地，必须姓党”。其中后者常被简写为“党媒姓党”。习近平在讲话中提出了“澄清谬误、明辨是非”等48字要求以及“政治家办报”、讲好中国故事等内容。